# Dryosphaera navigans
Dryosphaera navigans är en svampart som beskrevs av Jørg. Koch & E.B.G. Jones 1989. Dryosphaera navigans ingår i släktet Dryosphaera, divisionen sporsäcksvampar och riket svampar.   Inga underarter finns listade i Catalogue of Life.